# Harvey Postlethwaite
Harvey Postlethwaite (Barnet, 4 de Março de 1944 – Barcelona, 15 de Abril de 1999) foi um engenheiro britânico e Diretor Técnico de várias equipes de Fórmula 1 durante as décadas de 1970, 1980 e 1990. Ele morreu de ataque cardíaco na Espanha enquanto supervisionava os testes do projeto abortado da Honda F1. Ele era casado com Cherry e tinha dois filhos, Ben e Amey.

## Início de carreira
Depois de deixar a Royal Masonic School for Boys, Harvey Postlethwaite frequentou a University of Birmingham, Inglaterra, para estudar engenharia mecânica e se formou, com um bacharelado e depois um doutorado, durante os anos 1960. Ele era um grande seguidor do esporte motorizado, competindo em um Mallock em nível de clube por um tempo. Após a graduação, Postlethwaite ingressou na ICI como cientista pesquisador, mas entediado com isso ele logo começou a seguir carreira como engenheiro de carros de corrida, ingressando em março em 1970, então com apenas 26 anos. Postlethwaite trabalhou nos carros de Fórmula 2 e Fórmula 3 da empresa incipiente, mas foi atraído para se juntar à Fórmula Um de Hesketh equipe que era um cliente de março. A equipe de Hesketh era bem conhecida por uma abordagem não convencional da Fórmula Um - Postlethwaite era considerado "excêntrico":
"A explicação do doutor sobre sua mudança para Hesketh foi que 'Eles me embebedaram'."

## Fórmula Um
Trabalhando para modificar e melhorar o chassi da equipe novata em março de 731, Postlethwaite elevou a equipe a uma disputa séria e no ano seguinte projetou o carro da equipe do zero. O Hesketh 308 de 'Doc' Postlethwaite 1974 garantiu várias posições no pódio. No ano seguinte, ele desenvolveu ainda mais a incomum suspensão de borracha do carro e viu sua criação vencer o Grande Prêmio da Holanda nas mãos de James Hunt.
Em 1976, Lord Hesketh não tinha mais condições de comandar a equipe e os ingressos esgotaram. Postlethwaite foi com seus carros para a recém-fundada Wolf – Williams Racing, chefiada por Walter Wolf e Frank Williams, mas os resultados foram ruins e os proprietários logo seguiram caminhos separados. Postlethwaite permaneceu com Wolf, projetando o desafiante da equipe em 1977, o WR1.
O sucesso foi imediato com Jody Scheckter conquistando a vitória na corrida de abertura da temporada. Mais duas vitórias e vários pódios se seguiram e Scheckter terminou em segundo no Campeonato de Pilotos.
Embora Postlethwaite tenha permanecido com a equipe até 1979, eles nunca mais repetiram o sucesso de 1977. Quando Walter Wolf fechou a equipe no final de 1979 ele se transferiu, junto com os carros Wolf e o piloto Keke Rosberg, para a equipe Fittipaldi Automotive. Ele produziu um novo design, o F8, para a segunda metade de 1980, mas saiu para se juntar à Ferrari no início de 1981. Na época, a equipe italiana era considerada entre os melhores construtores de motores do esporte, mas entre os piores designers de chassis. Postlethwaite foi escolhido pessoalmente por Enzo Ferrari para corrigir este problema e no ano seguinte tudo estava pronto para o sucesso.
A Ferrari 126C2 de 1982 conquistou o título de Construtores, apesar de vários contratempos sérios, incluindo o acidente de treino em Zolder que tirou a vida de Gilles Villeneuve. Apesar da perda de seu inspirador motorista canadense, o design atualizado de Postlethwaite, o 126C2B, levou o título de Construtores novamente em 1983.
Postlethwaite permaneceu na Ferrari até 1987. Depois de 1983, seus carros conquistaram várias outras vitórias, mas não conseguiram competir com a McLaren e a Williams pela vitória do título. Ele acabou sendo substituído por John Barnard e mudou-se para Tyrrell, onde trabalhou por quatro anos. Durante sua gestão como diretor técnico, os resultados da Tyrrell melhoraram visivelmente, culminando na abertura da temporada de 1990 em Phoenix, onde Jean Alesi desafiou a McLaren de Ayrton Senna pela vitória e terminou em segundo em um Tyrrell 018. Alesi repetiu o feito no Postlethwaite 019 - o primeiro dos carros de Fórmula Um de 'nariz alto' - em Mônaco. No lançamento do carro, Postlethwaite provou a integridade estrutural de sua "asa de gaivota" dianteira incomum ao pisar nela. Enquanto estava na Tyrrell, Postlethwaite empregou Mike Gascoyne, que se tornou seu assistente e protegido.
Em 1991, Postlethwaite foi assinado como diretor técnico da equipe Sauber, que planejava entrar na Fórmula 1 em 1993. Levando Gascoyne com ele, Postlethwaite mudou-se para a Suíça e projetou o primeiro carro da equipe. Apesar de deixar a Sauber antes do início de 1993, o carro do designer teve um sucesso considerável nas mãos de JJ Lehto e Karl Wendlinger marcando pontos regularmente.
Postlethwaite voltou para a Tyrrell em 1994, onde permaneceu até 1998, quando a equipe foi vendida para se tornar a British American Racing. Embora no final dos anos 1980 e 1990 a Tyrrell fosse uma equipe pequena e pouco competitiva, o designer permaneceu bem respeitado no esporte e foi contratado como diretor técnico do projeto interno da Honda F1 em 1999. Embora a Honda não tivesse se comprometido com a corrida na Fórmula 1, o projeto produziu um carro de avaliação, desenhado por Postlethwaite e construído por Dallara, e foi durante os testes deste carro em Barcelona, na Espanha, que ele sofreu um ataque cardíaco fatal. O projeto foi posteriormente descontinuado, embora a Honda começasse a fornecer motores novamente da Temporada de 2000 em diante, eventualmente assumindo a equipe BAR em 2006.